# Ђенешдијаш
Ђенешдијаш (мађ. Gyenesdiás) је насеље у западној Мађарској. Ђенедијаш је веће насеље у оквиру жупаније Зала. Ђенедиаш се налази на северној обали језера Балатон, поред града Кестхељ.

## Географија

### Локација
Насеље лежи на северној обали залива Кестхељ, тик уз градић Кестхељ и 8 km од Хевиза, у прелепом природном окружењу, омеђен планинама Кестхељ на северу и Балатоном на југу.

## Историја
Најранији налази у области Ђенешдијаша потичу из неолита. Постао је важно римско насеље од 1. века, а затим су се овде доселили Авари. Овде пронађен аварски гроб је био први такав археолошки налаз у целом карпатском басену.
У средњем веку, прво насеље основано на територији данашњег великог села био је Фалуд, који се вероватно већ у 11. веку налазио на северозападној граници данашњег Ђенешдијаша. Његова прва црква датира из 1333. године, где је био уједно и први писани помен села. Од 1408. године био је власништво замка Рези, а затим је 1427. дошао у руке породице Пето, што је такође резултирало снажном везом насеља са Кестхелијем.
Године 1548. Турци су спалили насеље, а затим га од 1564. непрекидно опорезују, тако да се становништво смањује, а до 1686. године насеље је потпуно опустело.
Два села, Ђенеш и Дијаш, су се спојили 1840. године, стварајући Ђенешдијаш са сопственом општином, која је 1871. добила своју школу. И почетком 20. века становништво насеља живело је готово искључиво од пољопривреде.
Модернизација села је уследила после 1945. године, а један од најважнијих корака је била изградња најбољег купалишта на Балатону 1954. године. Од тада је туризам постао главни извор прихода насеља.

## Становништво
У време пописа 2011. године, национална расподела је била следећа: Мађари 91,23%, Немци 5,79%, Роми 0,21%, Словаци 0,18%. 
Верска дистрибуција је била следећа: 58,1% становника се изјаснило као римокатолици, 3,55% као реформисани, 2,34% као евангелисти, а 12,28% као неконфесионални (22,72% се није изјаснило).